# Big Night
Big Night (Verweistitel: Big Night – Nacht der Genüsse) ist ein US-amerikanisches Filmdrama aus dem Jahr 1996. Regie führten Campbell Scott und Stanley Tucci, das Drehbuch schrieben Joseph Tropiano und Stanley Tucci.

## Handlung
Die Handlung spielt in den 1950er Jahren in den USA. Zwei italienischstämmige Brüder führen das Restaurant Paradise. Der als Küchenchef tätige Primo gilt als ein Perfektionist während Secondo die geschäftliche Seite des Betriebs übernimmt.
Secondo hat eine Affäre mit Gabriella, der Ehefrau von Pascal, der ein konkurrierendes Restaurant führt. Die in Pascals Restaurant servierten Speisen gelten als mittelmäßig, das Restaurant ist jedoch wirtschaftlich erfolgreicher als jenes der Brüder. Secondo fragt Pascal um ein Darlehen, dieser lehnt seine Bitte ab. Pascal verspricht jedoch, den Musiker Louis Prima zu überreden, beim nächsten Besuch in der Stadt im Restaurant der Brüder zu speisen.
Prima kommt am verabredeten Abend nicht, obwohl zahlreiche Gäste auf ihn warten. Pascal gibt zu, er habe die Brüder reingelegt – nicht als Rache für die Affäre seiner Frau, sondern um die Konkurrenz zu eliminieren. Der Film endet mit einer Szene, in der die Brüder und der für sie arbeitende Cristiano im Schweigen essen.

## Kritiken
Roger Ebert schrieb in der Chicago Sun-Times vom 27. September 1996, der Film sei „einer der großen Filme über das Essen“ und „so viel mehr“. Er scheine von seinen Charakteren fasziniert zu sein (sees all of these people with great fascination: It is truly interested in them as individuals) sowie wirke „sanft“ und „tief“ – ein „Werk der Liebe“ (labor of love).
Die Zeitschrift Cinema schrieb, die „preisgekrönte köstliche Komödie“ sei ein „himmlischer Leckerbissen für Kino-Gourmets“. Der als Regisseur debütierende Stanley Tucci gehe „liebevoll mit menschlichen Schwächen und Stärken ins Gericht“.

## Auszeichnungen
Stanley Tucci und Joseph Tropiano gewannen im Jahr 1996 den Waldo Salt Screenwriting Award des Sundance Film Festivals. Stanley Tucci und Campbell Scott wurden für den Großen Jurypreis des Festivals nominiert. Joseph Tropiano und Stanley Tucci gewannen 1997 den Independent Spirit Award, für den der Film und Tony Shalhoub sowie Stanley Tucci als Hauptdarsteller nominiert wurden. Stanley Tucci wurde 1997 für seine Darstellung für den Golden Satellite Award nominiert.
Campbell Scott und Stanley Tucci wurden im Jahr 1996 für den Großen Sonderpreis des Deauville Film Festivals nominiert; sie gewannen 1996 den New York Film Critics Circle Award. Die Regie und das Drehbuch wurden 1996 mit dem Boston Society of Film Critics Award ausgezeichnet.
Tony Shalhoub, Allison Janney und der Film wurden im Jahr 1997 für den Chlotrudis Award nominiert. Campbell Scott und Stanley Tucci wurden 1997 für den Golden Precolumbian Circle des Bogota Film Festivals nominiert. Tony Shalhoub gewann 1997 den National Society of Film Critics Award. Der Film wurde 1997 für den Preis Artios der Casting Society of America nominiert. Minnie Driver gewann 1998 den London Critics Circle Film Award.

## Hintergründe
Der Film wurde in New York City und in Keyport (New Jersey) gedreht. Er hatte seine Weltpremiere am 24. Januar 1996 auf dem Sundance Film Festival. Am 6. September 1996 wurde er auf dem Toronto International Film Festival vorgestellt. Der Film spielte in den Kinos der USA ca. 11,9 Millionen US-Dollar ein.